# Dragon de mare
Dragonul de mare, dracul de mare (Trachinus draco), numit și "peștele dragon" sau "vipera-de-mare", este un pește din familia Trachinidae care trăiește pe fundul nisipos al mării, până la adâncimea de 150 m, dar și în apropierea țărmului.
Are corpul acoperit de țepi pe partea dorsală și în jurul urechilor, capul umflat, botul scurt, ochii bulbucați și mari. Culoarea corpului este cenușiu-roșiatică, cu umbre galbene și albastre pe laturi, iar burta este albă. Prima înotătoare dorsală este formată din țepi veninoși. Nu are o lungime mai mare de 30–40 cm.

Pescarii îl prind de multe ori accidental, cu momelile folosite la guvide. Dragonul de mare seamănă cu guvidele atât la aspect, cât și la mărime, având un aspect inofensiv și poate fi confundat ușor cu un guvide.

Înțepătura lui este extrem de dureroasă și de periculoasă, veninul secretat de pește fiind foarte puternic. Dacă o persoană este înțepată, ea poate face șoc anafilactic și, în unele cazuri mai grave, asociat cu alte boli, aceasta poate chiar deceda.
Dragonul de mare poate ajunge și în zonele de mică adâncime din zona litorală atunci când este în căutare de hrană. Poate fi întâlnit în Marea Neagră, Marea Mediterană, Marea Azov, precum și în apele țărmurilor europene ale Oceanului Atlantic.
În anul 2010, numai în luna iulie, nu mai puțin de 44 de persoane au fost înțepate de dragonul de mare pe litoralul românesc.